# Аптер, Яков Михайлович
Я́ков Миха́йлович А́птер (укр. Яків Михайлович Аптер; 30 ноября 1940 года, Горький — 18 ноября 1993 года, Белоглинка, АР Крым) — украинский и крымский государственный деятель, народный депутат Верховной рады Украины I созыва (1990—1993).

## Биография
Родился 30 ноября 1940 года в городе Горький в еврейской семье. В четыре года он осиротел и воспитывался в детских домах. 
С 1956 года был учеником слесаря, а затем и сам работал слесарем на 8-м Государственном подшипниковом заводе города Харькова. В 1959—1962 годах проходил службу в рядах Советской Армии, после которой вновь работал слесарем указанного завода. 
В 1963—1968 годах учился в Горьковском институте инженеров водного транспорта и приобрёл специальность инженера-судостроителя. 
С 1968 года работал по специальности на Керченском судостроительном заводе им. Б. Е. Бутомы. С 1973 года — заместитель начальника производственно-диспетчерского отдела Керченского судоремонтного завода. С 1975 года — заместитель начальника Керченского металлургического завода имени Войкова. На этом предприятии он остался и стал сначала начальником производственного отдела, а в 1987 году — директором. 
В 1990 году был выдвинут кандидатом в Народные депутаты Украины трудовым коллективом Керченского металлургического завода имени Войкова. 18 марта 1990 года был избран депутатом Верховной Рады Украины I созыва от Керченского избирательного округа № 246.  Входил в группу «Промышленники» и работал в Комиссии по вопросам экономической реформы и управления народным хозяйством. 
Принимал активное участие в крымской политике. В конце 1992 года Яков Аптер и его крымский коллега Сергей Куницын провели учредительную конференцию их будущей, чисто крымской партии. На конференции было решено создать оргкомитет и принять название партии — «Союз поддержки Республики Крым» (СПРК). 1 октября 1993 года в Керчи прошел учредительный съезд СПРК, избравший Якова Аптера председателем этой политической силы. 
18 ноября 1993 года Яков Аптер направлялся в машине «Волга» с симферопольского аэропорта в Симферополь, где его ждал политсовет СПРК. Но возле села Белоглинка (трасса Евпатория — Симферополь) автомобиль попал в дорожно-транспортное происшествие и Яков Аптер вместе с водителем и четырьмя соратниками погиб. 23 ноября 1993 года он был похоронен на одном из кладбищ Керчи.